# Notocirrus biaciculus
Notocirrus biaciculus är en ringmaskart som beskrevs av José María Alfono Félix Gallardo 1968. Notocirrus biaciculus ingår i släktet Notocirrus och familjen Oenonidae. Inga underarter finns listade i Catalogue of Life.